# Rhabdosoma minor
Rhabdosoma minor är en kräftdjursart som beskrevs av Fage 1954. Rhabdosoma minor ingår i släktet Rhabdosoma och familjen Oxycephalidae. Inga underarter finns listade i Catalogue of Life.